# Station Wien Handelskai
Station Wien Handelskai is een kruisingsstation in het Weense stadsdeel Brigittenau. Het station bevindt zich aan de oever van de Donau en bestaat uit twee verdiepingen. De bovenste verdieping biedt plaats voor de perrons van de U-Bahn en de S-Bahn naar Wien Floridsdorf of Wien Praterstern. Op de onderste verdieping zijn de perrons voor de S-Bahn en het ÖBB spoorwegverkeer naar onder meer Wien Heiligenstadt.